# 25725 McCormick
25725 McCormick è un asteroide della fascia principale. Scoperto nel 2000, presenta un'orbita caratterizzata da un semiasse maggiore pari a 2,3005495 UA e da un'eccentricità di 0,1846505, inclinata di 6,03204° rispetto all'eclittica.